# ワケあって、このカタチなの。
『ワケあって、このカタチなの。』は、NHK総合テレビで2021年10月23日から2023年12月22日まで不定期で放送されていた謎解きトークバラエティ番組。

## 概要
本番組は、身の回りにあるモノがなぜそのカタチになったのか。"カタチ"のワケをスタジオで謎解きし、"考える爽快感"を楽しむ新感覚のトーク・エンターテインメント番組である。
スタジオではカタチのワケを何でも知っている人形「カタチさま」（声：ゆりやんレトリィバァ）が出す、様々なヒントを手がかりに、出演者が自分たちの力で深くて楽しい「ワケ」を解き明かしていく。
第2回の放送では、番組初となるゴールデン帯で放送された。尚、同回では、第1回の放送内容に一部新しい内容を加えて放送された。
第3回の放送では、番組セットが大幅にリニューアルされ、第2回（ご〜るでん!版）と同様にゴールデン帯での放送となった。同放送の決定と同時に2022年度に本番組を不定期で複数回放送することを発表し、これ以降ゴールデン帯にて不定期で放送されている。
2021年10月23日（土曜日）に、第1回が放送された。
2021年12月22日（水曜日）に、第2回（ご〜るでん!版）が放送された。
2022年5月26日（木曜日）に、第3回が放送された。
2022年11月3日（木曜日）に、第4回が放送された。
2022年12月19日（月曜日）に、第5回が放送された。
2023年3月23日（木曜日）に、第6回が放送された。
2023年12月22日（金曜日）に、第7回が放送された。

## 出演者

### 主な出演者
- 村上信五（関ジャニ∞）
- 髙橋ひかる
- 木村昴
- カタチさま三角（声： ゆりやんレトリィバァ）
- カタチさま四角（声：沢城みゆき）
  - 第3回から出演。前任は後述の「#過去の出演者」を参照。
  - 沢城は本番組の該当回のナレーションも担当。

### その他の出演者
- 都留拓也（ラパルフェ）
  - 1コマ映像での出演。阿部寛や大泉洋といった物真似で登場。
- カタチさま丸（声：取材担当スタッフ）
  - テーマの取材を担当したスタッフが補足情報を述べる。

### 過去の出演者
- カタチさま四角（声：早見沙織）
  - 第1回・第2回（ご〜るでん!版）のみ出演。
  - 早見は本番組の該当回のナレーションも担当。

## ミニコーナー

### ものたく
- 魚拓の要領で上・下・横の3方向から墨で塗り、紙に写した実寸大の物を当てる、クイズ形式のミニコーナー。

### カタペラ
- カタチさま三角があるモノのカタチの特徴をアカペラで歌い、それを聴いて何のカタチかを当てる、クイズ形式のミニコーナー。

## 放送リスト
| 回 | 放送年 | 放送日       | 放送時間      | テーマ                           | テーマ                                | 備考     |
| 回 | 放送年 | 放送日       | 放送時間      | メインコーナー                   | ミニコーナー                          | 備考     |
| -- | ------ | ------------ | ------------- | -------------------------------- | ------------------------------------- | -------- |
| 1  | 2021年 | 10月23日(土) | 16:48 - 17:15 | 鉛筆 つり革 ちょんまげ           | サッカーのゴールネット マンホールの蓋 |          |
| 2  | 2021年 | 12月22日(水) | 20:15 - 20:42 | 鉛筆 つり革 コンビニのおにぎり   | サッカーのゴールネット マンホールの蓋 | [ 注 2 ] |
| 3  | 2022年 | 5月26日(木)  | 20:00 - 20:45 | 硬貨 アイスのコーン テントウムシ | ものたく                              |          |
| 4  | 2022年 | 11月3日(木)  | 19:57 - 20:42 | チーズ クレーンゲーム            | ものたく                              |          |
| 5  | 2022年 | 12月19日(月) | 19:30 - 20:15 | おすし 眉毛                      | カタペラ                              |          |
| 6  | 2023年 | 3月23日(木)  | 19:35 - 20:20 | 家のお風呂 天橋立                | カタペラ                              |          |
| 7  | 2023年 | 12月22日(金) | 19:57 - 20:42 | 身近なイス                       | ものたく                              | [ 注 5 ] |

## スタッフ

### 最新回のスタッフ
- ナレーション：沢城みゆき（3 - 7）
- 人形操演：山田はるか
- 構成：横張晋司[注 6]
- 美術：田中理実（7）
- 技術：中村直史（3 - 7）
- 撮影：福島映己（4,7）
- 音声：吉松洸夢（7）
- 照明：竹市光男（4 - 7）[注 7]
- 映像技術：渡辺周一（7）
- 編集：浅井啓輔（3,4,6,7）
- 音響効果：宮﨑瑠夏（5,7）
- リサーチャー：高木美嘉（3 - 7）
- 取材：山本佳弘（7）
- プロデューサー：石原謙一郎（4 - 7）
- 制作統括：亀山暁
- 演出：松村英志[注 8]

### 過去のスタッフ
- ナレーション：早見沙織（1,2）
- 美術：市原寛教（1,2）、佐藤小春（3 - 6）
- 技術：三好唯之（1,2）
- 撮影：佐藤護（3）、平林靖大（5）、根本和彦（6）
- 音声：畔蒜亮平（1,2）、佐藤大地（3）、西岡拓真（4）、古瀬祥太（5）、石森裕美子（6）
- 照明：田幡響子（1 - 3）
- 映像技術：櫻田健介（1,2）、伊東大貴（3）、長田瑞生（4）、豊嶋宏和（5）、阿部あかり（6）
- 編集：髙野益寿（1,2）、木下英亮（5）
- 音響効果：五十嵐浩暢（1 - 4,6）
- 取材：杉本正哉（1,2）、今野里那（3）
- 制作統括：矢島良（4,5）、竹下健一郎（6）
- 演出：今野里那（5）